# G. Ulrich Großmann
Georg Ulrich Großmann (* 29. November 1953 in Marburg) ist ein deutscher Kunsthistoriker und Bauhistoriker, spezialisiert auf weltliche Architektur des Mittelalters und der Renaissance. Er war von 1994 bis 2019 Generaldirektor des Germanischen Nationalmuseums in Nürnberg. Seit 2021 ist er Vorsitzender des Arbeitskreises selbständiger Kultur-Institute e. V. (AsKI) und Jury-Mitglied der Maecenas-Ehrung.

## Leben
Großmann legte 1973 am Gymnasium Philippinum in Marburg das Abitur ab, danach studierte er Kunstgeschichte, Europäische Ethnologie und Christliche Archäologie an der Universität Würzburg und der Universität Marburg. 1979 wurde er in Marburg mit der Dissertation Der Schlossbau 1530–1630 in Hessen zum Dr. phil. promoviert. 
Am Westfälischen Freilichtmuseum Detmold war er von 1980 bis 1986 als Bauhistoriker tätig. Von 1986 bis 1994 war er Gründungsdirektor des Weserrenaissance-Museums in Lemgo und von 1994 bis Ende Juni 2019 Generaldirektor des Germanisches Nationalmuseums.
1994 wurde er an der Universität Hannover im Fachbereich Architektur mit einem Thema zur historischen Bauforschung habilitiert und 1997 an der Universität Bamberg in Kunst- und Baugeschichte umhabilitiert. Zunächst war er Privatdozent in Bamberg; 2001 wurde er dort zum außerplanmäßigen Professor am Lehrstuhl für mittelalterliche Kunstgeschichte ernannt.
Großmann publiziert Werke zur historischen Bauforschung, Architektur, Malerei, Buchkunst sowie Grafik, schreibt kunstgeschichtliche Reiseführer und ist als Herausgeber tätig.
Er war von 1982 bis 2006 Vorsitzender des internationalen Arbeitskreises für Hausforschung, ist seit 1992 Gründungsvorsitzender der Wartburg-Gesellschaft zur Erforschung von Burgen und Schlössern sowie seit 2005 stellvertretender Vorsitzender des Trägervereins Deutsches Burgenmuseum. Seit 1997 ist Großmann wissenschaftliches Mitglied der Historischen Kommission für Hessen. Er ist Vorsitzender des Wissenschaftlichen Beirats der „KunstBibliothek Köln“, des Fachbeirats „Kirche in Franken“ beim Fränkischen Freilandmuseum Bad Windsheim und der Vereinigung Burgenstraße Thüringen, 
Von 2012 bis 2016 war er Präsident des Comité International d’Histoire de l’Art (CIHA).

## Veröffentlichungen (Auswahl)
- Der Schlossbau in Hessen 1530–1630, Marburg 1979, DNB 820118826 (Dissertation Universität Marburg 1980, 267 Seiten).
- Der Fachwerkbau. Das historische Fachwerkhaus, seine Entstehung, Farbgebung, Nutzung und Restaurierung. DuMont Buchverlag, Köln 1986, ISBN 3-7701-1825-1.
- Einführung in die historische Bauforschung. Wissenschaftliche Buchgesellschaft, Darmstadt 1993, ISBN 3-53420772-6 (Habilitationsschrift, Hannover 1992/1994, 204 Seiten).
- Architektur und Museum – Bauwerk und Sammlung. Das Germanische Nationalmuseum und seine Architektur. Ostfildern 1997 (= Kulturgeschichtliche Spaziergänge im Germanischen Nationalmuseum. Band 1). ISBN 978-3-7757-0719-0.
- Fachwerkstraßen in Deutschland. Theiss, Stuttgart 2012, ISBN 978-3-8062-2416-0.
- Einführungen in: Susann Kretschmar: Burgen in der Kunst. Nürnberg 2012 (= Kulturgeschichtliche Spaziergänge im Germanischen Nationalmuseum. Band 13).
- Die Welt der Burgen. Geschichte, Architektur, Kultur. Beck, München 2013, ISBN 978-3-406-64510-5.
- Burgenforscher Otto Piper. Zum 100. Todestag (Schriftenreihe des Deutschen Burgenmuseums 9). Verlag des Deutschen Burgenmuseum, Heldburg 2021, ISBN 978-3-00-069679-4.
- Die Burgenstraße Thüringen (unter Mitwirkung von Christine Müller). Michael Imhof-Verlag, Petersberg 2021, ISBN 978-3-7319-1168-5.
- (mit Anja Grebe) Albrecht Dürer: Niederländische Reise. „Tagebuch“ und Kommentar. Michael-Imhof-Verlag, Petersberg 2021, ISBN 978-3-7319-0954-5.

## Ehrungen
- Guido von Büren und Michael Goer (Hrsg.): Burgen – Schlösser – Häuser. Festschrift für G. Ulrich Großmann zum 65. Geburtstag. Michael Imhof-Verlag 2019, ISBN 978-3-7319-0848-7.